# Khoma
Khoma est un groupe suédois de metal progressif et alternatif, originaire d'Umeå. Certains membres du groupe font également partie de Cult of Luna, The Perishers, et The Deportees. Khoma est un groupe issu de la scène alternative suédoise, et formé de membres appartenant à Cult of Luna, ou encore The Perishers. 
Après avoir sortis Tsunami en 2004 chez Black Star Foundation, et The Second Wave en 2006 chez Roadrunner Records, le groupe Khoma repart en studio à l'automne 2009 afin d'y enregistrer leur troisième opus, A Final Storm qui sort au printemps 2010 chez Catch n Release, le label de Anders (In Flames). En 2012 sort leur quatrième album, All Erodes.

## Historique
Les trois membres fondateurs Jan Jämte (chant), John Persson (guitare) et Fredrik Kihlberg (chant, piano) se rencontrent dans les années 1990 dans la métropole suédoise d'Umeå, qui compte à cette période des groupes notoires de punk hardcore comme International Noise Conspiracy, Meshuggah, et Refused. Après plusieurs années d'inactivité, le groupe, initialement appelé Koma, commence en 2002 à travailler sérieusement sur sa musique et enregistre enfin un premier EP, Tsunami, publié deux ans plus tard, en 2004, au label Black Star Foundation. Il est édité à 1 000 exemplaires, et se caractérise par un mélange non conventionnel de metal progressif, de riffs de rock et du post-rock à la Mogwai.
Aux alentours de 2004 ou 2005, le groupe change de nom pour Khoma. En octobre 2005, le groupe signe au label Roadrunner Records, et annonce en janvier 2006, un deuxième album pour avril la même année, intitulé The Second Wave. Du 9 au 15 juin 2006, le groupe tourne au Royaume-Uni avec 36 Crazyfists. En janvier 2007, ils annoncent quatre dates de concerts en Suède, du 17 au 27 janvier. 2007 est une année d'accalmie pour le groupe, mais il annonce travailler sur un éventuel nouvel album : « L'été est assez calme en ce moment. On va essayer d'écrire et d'enregistrer un disque. On est en train de bosser sur nos idées, et on a déjà quelques chansons en tête [...] Bien sûr, on peut jouer quelques concerts pour la fin de l'été, mais rien n'est encore enclenché. Si vous avez quelques idées ou si vous connaissez des lieux ou on peut jouer — dites-le nous. »
Le groupe publie son troisième album, A Final Storm à Catch n Release, le label de Anders (In Flames). Il devient silencieux, à tel point que des rumeurs de séparation circulent. Cependant, le groupe publie en 2012, son quatrième album, All Erodes, au label Pelagic Records, qui est bien accueilli par la presse spécialisée,,.

## Membres
- Jan Jämte - chant
- Johannes Persson - guitare
- Fredrik Kihlberg - chant, piano

## Discographie
- 2004 : Tsunami
- 2006 : The Second Wave
- 2010 : A Final Storm
- 2012 : All Erodes